# Nová Bystrica
Nová Bystrica (Hongaars: Újbeszterce) is een Slowaakse gemeente in de regio Žilina, en maakt deel uit van het district Čadca.
Nová Bystrica telt 2.815 inwoners.